# 結核菌素
結核菌素（Tuberculin）又名純化蛋白衍生物（purified protein derivative，PPD），是用于诊断结核病的蛋白质组合。这個診斷法称为结核菌素试验，只建议用於高風險族群。将药物注入皮肤。如果在 48 至 72 小时后，肿胀面积超过 5 至 10 毫米，则检驗结果为阳性。
常见的副作用包括注射部位发红、瘙痒和疼痛。偶尔会过敏。对于曾经接种卡介苗或感染过其他分枝杆菌类型的人，可能出現假阳性的检驗结果。偽阴性结果可能为出現於感染后十周内、年齡小於六个月的婴儿和已感染多年的患者。怀孕期可安全使用。结核菌素是由結核分枝桿菌提取物制成。
結核菌素于 1890 年由罗伯特·科赫发现。他最初以为这是治疗肺结核的良药，但事实并非如此。名列世界卫生组织基本药物标准清单。